# ميلان-سان ريمو 2016
ميلان-سان ريمو 2016 هو سباق دراجات هوائية أقيم بتاريخ 19 مارس 2016، تكون السباق من مرحلة واحدة وامتدّ لمسافة 295 كم بسرعة 42.676 كم/س، استغرق السباق 6 ساعة 54 دقيقة 45 ثانية. فاز به الفرنسي ارنو ديمار وحلّ ثانيا البريطاني بن سويفت.

## الترتيب
| م                     | الدرّاج     | البلد           | الزمن                    |
| --------------------- | ---------- | --------------- | ------------------------ |
| الفائز بالترتيب العام | ارنو ديمار | فرنسا           | 6 ساعة 54 دقيقة 45 ثانية |
| الثاني                | بن سويفت   | المملكة المتحدة |                          |

## روابط خارجية
- ميلان-سان ريمو 2016 على موقع إحصائيات الدراجات الإحترافية (الإنجليزية)